# Венесуэла на летних Олимпийских играх 1956
Венесуэла принимала участие в Летних Олимпийских играх 1956 года в Мельбурне (Австралия) в третий раз за свою историю, но не завоевала ни одной медали.

## Результаты

### Бокс
| Спортсмен       | Весовая категория | Первый раунд       | Второй раунд         | Четвертьфинал        | Полуфинал            | Финал                | Финал                |
| Спортсмен       | Весовая категория | Соперник Результат | Соперник Результат   | Соперник Результат   | Соперник Результат   | Соперник Результат   | Место                |
| --------------- | ----------------- | ------------------ | -------------------- | -------------------- | -------------------- | -------------------- | -------------------- |
| Карлос Родригес | до 63,5 кг        | Петерсен Дания П   | Завершил выступления | Завершил выступления | Завершил выступления | Завершил выступления | Завершил выступления |
| Энрике Товар    | до 67 кг          | Лэйн США П         | Завершил выступления | Завершил выступления | Завершил выступления | Завершил выступления | Завершил выступления |

### Велоспорт
Трек
| Спортсмены                                                    | Дисциплина              | Первый раунд   | Четвертьфинал         | Полуфинал             | Финал                 | Финал                 |
| Спортсмены                                                    | Дисциплина              | Соперник Время | Соперник Время        | Соперник Время        | Соперник Время        | Место                 |
| ------------------------------------------------------------- | ----------------------- | -------------- | --------------------- | --------------------- | --------------------- | --------------------- |
| Франко Качиони Доминго Ривас Арсенио Чиринос Антонио Монтилья | Командное преследование | Австрия · П    | Завершили выступления | Завершили выступления | Завершили выступления | Завершили выступления |

Шоссе
| Спортсмен                                                     | Дисциплина      | Время | Место |
| ------------------------------------------------------------- | --------------- | ----- | ----- |
| Франко Качиони                                                | Групповая гонка | DNF   | DNF   |
| Доминго Ривас                                                 | Групповая гонка | DNF   | DNF   |
| Арсенио Чиринос                                               | Групповая гонка | DNF   | DNF   |
| Антонио Монтилья                                              | Групповая гонка | DNF   | DNF   |
| Франко Качиони Доминго Ривас Арсенио Чиринос Антонио Монтилья | командная гонка | DNF   | DNF   |

### Конный спорт
| Спортсмен                              | Лошадь                     | Дисциплина       | Первый раунд | Первый раунд | Второй раунд          | Второй раунд          | Финал                 | Финал                 |
| Спортсмен                              | Лошадь                     | Дисциплина       | Штраф        | Место        | Штраф                 | Место                 | Итог                  | Место                 |
| -------------------------------------- | -------------------------- | ---------------- | ------------ | ------------ | --------------------- | --------------------- | --------------------- | --------------------- |
| Виктор Молина                          | Tamanaco                   | Конкур           | 108.5        | DNF          | Завершил выступления  | Завершил выступления  | Завершил выступления  | Завершил выступления  |
| Хесус Ривас                            | Murachi                    | Конкур           | 108.5        | DNF          | Завершил выступления  | Завершил выступления  | Завершил выступления  | Завершил выступления  |
| Роберто Молл                           | Sorocaima                  | Конкур           | 108.5        | DNF          | Завершил выступления  | Завершил выступления  | Завершил выступления  | Завершил выступления  |
| Виктор Молина Хесус Ривас Роберто Молл | Tamanaco Murachi Sorocaima | Командный конкур | 325.5        | DNF          | Завершили выступления | Завершили выступления | Завершили выступления | Завершили выступления |

### Лёгкая атлетика
| Спортсмен                                                   | Дисциплина         | Первый раунд | Первый раунд | Четвертьфинал        | Четвертьфинал        | Полуфинал             | Полуфинал             | Финал                 | Финал                 |
| Спортсмен                                                   | Дисциплина         | Результат    | Место        | Результат            | Место                | Результат             | Место                 | Результат             | Место                 |
| ----------------------------------------------------------- | ------------------ | ------------ | ------------ | -------------------- | -------------------- | --------------------- | --------------------- | --------------------- | --------------------- |
| Клив Бонас                                                  | 100 м              | 10.9         | 3            | Завершил выступления | Завершил выступления | Завершил выступления  | Завершил выступления  | Завершил выступления  | Завершил выступления  |
| Рафаэль Ромеро                                              | 100 м              | 10.9         | 4            | Завершил выступления | Завершил выступления | Завершил выступления  | Завершил выступления  | Завершил выступления  | Завершил выступления  |
| Рафаэль Ромеро                                              | 200 м              | 21.8         | 3            | Завершил выступления | Завершил выступления | Завершил выступления  | Завершил выступления  | Завершил выступления  | Завершил выступления  |
| Аполинар Солорцано                                          | 200 м              | —            | DSQ          | Завершил выступления | Завершил выступления | Завершил выступления  | Завершил выступления  | Завершил выступления  | Завершил выступления  |
| Альфонсо Бруно Аполинар Солорцано Клив Бонас Рафаэль Ромеро | Эстафета 4 х 100 м | 42           | 4            | н/д                  | н/д                  | Завершили выступления | Завершили выступления | Завершили выступления | Завершили выступления |

### Стрельба
| Спортсмен             | Дисциплина                    | Рехультат | Рехультат |
| Спортсмен             | Дисциплина                    | Очки      | Место     |
| --------------------- | ----------------------------- | --------- | --------- |
| Карлос Монтеверде     | Скорострельный пистолет, 25 м | 572       | 10        |
| Карлос Крассус        | Скорострельный пистолет, 25 м | 555       | 20        |
| Эктор де Лима Поланко | Произвольный пистолет, 50 м   | 511       | 24        |
| Хосе Берналь          | Произвольный пистолет, 50 м   | 508       | 25        |
| Хуан Ллабот           | Винтовка, три позиции, 50 м   | 1,118     | 32        |
| Хуан Ллабот           | Винтовка лёжа, 50 м           | 592       | 33        |
| Энрике Лукка          | Винтовка лёжа, 50 м           | 594       | 25        |
| Герман Бриценьо       | Движущая мишень, 100 м        | 375       | 9         |
| Франко Мигнини        | Трап                          | 172       | 19        |
| Рауль Оливо           | Трап                          | 165       | 19        |